# Аномія
Анóмія (композиція з запереченням грец. α- і νόμος — закон, правопорядок) — безладдя, беззаконня, відсутність соціального порядку.
Походить з теологічної лексики пізнього Середньовіччя (кінця XVI—XVII століття, особливо в Англії) для позначення порушень релігійних законів. Іноді замість поняття аномія використовують близьке за значенням слово «анархія» (але без значення влади).
Термін «аномія» також може позначати ситуацію, коли одна або більше осіб не можуть інтегруватися зі стабільними основними інститутами суспільства, що призводить до заперечення найзначніших норм домінантної культури і соціальних відхилень.

## Історія поняття
Аномія як операціональне поняття введене в соціологію Емілем Дюркгаймом для позначення суспільної ситуації послаблення соціальних норм і порядку внаслідок розходження між завищеними очікуваннями й обмеженістю економічних благ і товарів при подальшому розподілі праці та посиленні економічної кризи.
За Дюркгаймом аномія особливо притаманна суспільствам економічних депресій та процвітання і закономірно веде до девіантної поведінки.
За Робертом Кінгом Мертоном, який услід за Дюркгаймом досліджував це явище, аномія — це розлад між культурно заданими цілями і легітимними інституціалізованими засобами, що призводить до аномічного напруження. Деградація культурної та соціальної структури веде до необхідності подолання цього як перевантаження переживань. Залежно від вибору між цілями або засобами виникають різноманітні форми адаптації до цієї ситуації, що найчастіше може реалізуватися як девіація.

## Першоджерела
- Émile Durkheim, Le suicide, 1897
- Robert K. Merton, Social Theory and Social Structure. Toward the codification of theory and research, Glencoe, Ill. 1949, rev. & enl. ed. 1959